# Castelo de Pionguiangue
O Castelo de Pionguiangue (Chosŏn'gŭl: 평양성/장안성; hancha: 平壤城/長安城; MR: P'yŏngyangsŏng/Changansŏng; rr: Pyeongyangseong/Janganseong) foi uma edificação construída entre 552 e 586 para proteger a cidade norte-coreana de Pionguiangue, até então capital do antigo reino de Koguryo. É considerado um dos Tesouros Nacionais da Coreia do Norte. A fortaleza foi atacada pelo rei Geunchogo de Baekje.
Durante os séculos XVIII e XIX, as pinturas que retratavam a fortaleza eram consideradas importantes. Embora alguns estudiosos afirmem que a fortaleza encontrava-se localizada em Pionguiangue, há também registos sobre a edificação ter sido situada em Liaoyang, atualmente parte da China.